# Dendrotrophe umbellata
Dendrotrophe umbellata är en tvåhjärtbladig växtart som först beskrevs av Bi., och fick sitt nu gällande namn av Friedrich Anton Wilhelm Miquel. Dendrotrophe umbellata ingår i släktet Dendrotrophe och familjen Amphorogynaceae. Utöver nominatformen finns också underarten D. u. longifolia.